# Proprioseius mirandai
Proprioseius mirandai är en spindeldjursart som beskrevs av De Leon 1959. Proprioseius mirandai ingår i släktet Proprioseius och familjen Phytoseiidae. Inga underarter finns listade i Catalogue of Life.